# Deutsches Meisterschaftsrudern 1991
Das 102. Deutsche Meisterschaftsrudern wurde 1991, wie im Vorjahr, in Duisburg ausgetragen. Es war die erste Rudermeisterschaft im wiedervereinigten Deutschland und die erste gesamtdeutsche Rudermeisterschaft seit 1957. Es wurden Medaillen in nunmehr 23 Bootsklassen vergeben, davon 14 bei den Männern und 9 bei den Frauen. Gegenüber dem Vorjahr wurde der Achter der Frauen wiedereingeführt – auch dieser Wettbewerb fand zuletzt 1957 statt.

## Medaillengewinner

### Männer
| Bootsklasse                           | Gold | Silber | Bronze |
| ------------------------------------- | --- | --- | --- |
| Einer                                 | Thomas Lange (Hallescher RV Böllberg) | Christian Händle (RC Karlstadt 1928) | Georg Agrikola (RV Rhenania Germersheim) |
| Doppelzweier                          | Rgm. Potsdamer RG / IGOR Offenbach André Steiner Oliver Grüner | Rgm. Ruder-Club Favorite Hammonia / Lübecker RK Mark Schreyer Björn Gehlsen | Rgm. VWS Mannheim / RV Treviris 1921 Trier Otto-Andreas Handel Torsten Weishaupt |
| Zweier ohne Steuermann                | Rgm. RV Dorsten / RC Mark Wetter Jürgen Hecht Wolfgang Klapheck | SC Berlin-Grünau Uwe Kellner Thomas Jung | Rgm. RV Münster von 1882 / RG Benrath Peter Hoeltzenbein Colin von Ettingshausen |
| Zweier mit Steuermann                 | Potsdamer RG Frank Klawonn Thoralf Peters Hendrik Reiher (Stm.) | Rgm. RC Hansa von 1898 / RG Benrath Matthias Siejkowski Wessel Völker Guido Groß (Stm.) | Rgm. Koblenzer RC Rhenania / Cochemer RG / RG Wiking Berlin Mario Junge Ingo Zucchet Olaf Schulz (Stm.) |
| Doppelvierer                          | Rgm. RC Magdeburg / Hallescher RV Böllberg / RTHC Bayer Leverkusen / Ruder-Club Favorite Hammonia André Willms Andreas Hajek Stephan Volkert Michael Steinbach | Rgm. Dresdner RC 1902 / Der Hamburger und Germania RC / RV Nürnberg von 1880 / Hallescher RV Böllberg Danilo Krisch Dirk Schildhauer Andreas Ortz Carsten Küttner | Rgm. RTHC Bayer Leverkusen / RV Bochum von 1920 Stefan Domalski Stefan Zuther Torsten Huber Martin Finke |
| Vierer ohne Steuermann                | Rgm. RC Hansa von 1898 / RC Westfalen Herdecke Markus Vogt Stefan Scholz Andreas Lütkefels Markus Bräuer | ORC Rostock von 1956 Michael Peters Thomas Woddow Lutz Thiede Jörn Bredernitz | Rgm. Berliner RC / RC Tegel 1886 Arnold Schulze Karsten Finger Ulrich Britting Johannes Galandi |
| Vierer mit Steuermann                 | Rgm. RC Hansa von 1898 / Saarbrücker RG Undine Matthias Ungemach Armin Eichholz Armin Weyrauch Bahne Rabe Thomas Alt (Stm.) | ORC Rostock von 1956 Jörn Dietrich Dirk Buchholz Torsten Wandt Bernd Seibold Peter Thiede (Stm.) | Rgm. RC Nassovia Höchst / Mainzer RV von 1878 / Frankfurter RG Germania / Frankfurter RG Oberrad Jan Böttcher Wolfram Thiele Christian Faßbender Oliver Reppel Jörg Dederding (Stm.)                                                                             |
| Achter                                | Rgm. RC Hansa von 1898 / Mainzer RV von 1878 / RV Dorsten / Deutscher Ruder-Club von 1884 / TV 1877 Essen-Kupferdreh / Hannoverscher RC von 1880 / RC Tegel 1886 Martin Steffes-Mies Mark Mauerwerk Claas-Peter Fischer Dirk Balster Frank Richter Thorsten Streppelhoff Ansgar Wessling Roland Baar Manfred Klein (Stm.)   | ORC Rostock von 1956 Jörn Dietrich Dirk Buchholz Torsten Wandt Bernd Seibold Thomas Woddow Lutz Thiede Michael Peters Jörn Bredernitz Peter Thiede (Stm.) | Rgm. Berliner RC / RC Tegel 1886 / Potsdamer RG Sven Ueck Christoph Reif Stefan Kötitz André Schallenberger Ulrich Britting Arnold Schulze Karsten Finger Johannes-Maria Galandi Olaf Kaska (Stm.)                                                               |
| Leichtgewichts-Einer                  | Peter Uhrig (Wormser RC Blau-Weiß) | Michael Schöttler (Karlsruher RK Allemannia) | Frank Günder (Marbacher RV von 1920) |
| Leichtgewichts-Doppelzweier           | Rgm. RK am Wannsee Berlin / Ratzeburger RC Michael Buchheit Kai von Warburg | RV Bochum von 1920 Carsten Bröckelmann Ralf Schockmann | Rgm. Duisburger RV / Deutscher Ruder-Club von 1884 Matthias Edeler Jörg Küpper |
| Leichtgewichts-Zweier ohne Steuermann | Rgm. RK am Wannsee Berlin / RG Hansa Hamburg Ingo Grevemeyer Bernhard Stomporowski | Rgm. Ulmer RC Donau / RC Rheinfelden Wolfgang Birkner Hansjörg Käufer | Rgm. Ludwigshafener RV von 1878 / Karlsruher RV Wiking Jörg Bauer Paul Schmidt |
| Leichtgewichts-Doppelvierer           | Rgm. RC Allemannia von 1866 Hamburg / Mainzer RV von 1878 / Deutscher Ruder-Club von 1884 / Rvg. Rheno-Franconia Frankfurt Christian Dahlke Klaus Götte Uwe Thomas Maerz René Höhn | Rgm. Duisburger RV / Würzburger RV von 1875 / Flörsheimer RV 08 / Wormser RC Blau-Weiß Peter Uhrig Jens Weckbach Peter Müller Carsten Krüger | Rgm. RV Bochum von 1920 / RC Witten Ralf Schockmann Carsten Bröckelmann Jörg Bröckelmann Maik Swienty |
| Leichtgewichts-Vierer ohne Steuermann | Rgm. RK am Wannsee Berlin / RG Hansa Hamburg / Tübinger RV Fidelia / RTHC Bayer Leverkusen Ingo Grevemeyer Stephan Fahrig Michael Kobor Bernhard Stomporowski | Rgm. Siegburger RV 1910 / ETuF Essen / Lübecker RG von 1885 Malte-Tobias Wittek Wolfgang Stöcker Felix Prinz Erik Ring | Rgm. Hannoverscher RC von 1880 / RK am Baldeneysee Essen / Düsseldorfer RV von 1880 Michael Uttendorfer Peter Demsar Carsten Lehr Christian Lisdat |
| Leichtgewichts-Achter                 | Rgm. Siegburger RV 1910 / RK am Wannsee Berlin / Ratzeburger RC / RC Rheinfelden / Ulmer RC Donau / Tübinger RV Fidelia / RTHC Bayer Leverkusen / RV Münster von 1882 Wolfgang Stöcker Alexander Käber Kai von Warburg Michael Buchheit Hansjörg Käufer Michael Kobor Stephan Fahrig Wolfgang Birkner Thorsten Kreis (Stm.) | Rgm. Lübecker RG von 1885 / Bremer RV von 1882 / Ludwigshafener RV von 1878 / RC Witten / RG Hansa Hamburg / Berliner RC / ETuF Essen / Siegburger RV 1910 / SC Berlin-Grünau Malte-Tobias Wittek Stefan Locher Jürgen-Matthias Seeler Karsten Bromann Oliver Rau Carsten Müller Felix Prinz Erik Ring Axel Beutelmann (Stm.) | Rgm. RC Aschaffenburg von 1898 / RV Saar Undine Saarbrücken / Berliner RC / RG Wiking Berlin / Rvg. Rheno-Franconia Frankfurt Martin Weis Volker Wenzel Peter Dörlich Lars Ziegner Christoph Brzimek Manuel Hoff Olaf Schultz Carsten Brzeski Olaf Schulz (Stm.) |

### Frauen
| Bootsklasse                           | Gold | Silber | Bronze |
| ------------------------------------- | --- | --- | --- |
| Einer                                 | Jana Thieme (SC Berlin) | Birgit Peter (RG Wetzlar 1880) | Angela Schuster (Hanauer RG 1879) |
| Doppelzweier                          | Potsdamer RG Kathrin Boron Beate Schramm | Rgm. Ludwigshafener RV von 1878 / Cochemer RG Ulrike Steinkrüger Elke Hahn | Kein weiteres Boot am Start |
| Zweier ohne Steuerfrau                | Rgm. RC Hansa von 1898 / Osnabrücker RV Ingeburg Althoff Stefani Werremeier | Rgm. Frauen-RV Freiweg Frankfurt / Ludwigshafener RV von 1878 Beate Brühe Bettina Kämpf | RV Saar Undine Saarbrücken Annegret Strauch Ina Justh |
| Doppelvierer                          | Rgm. SC Berlin / Potsdamer RG Jana Sorgers Sybille Schmidt Kerstin Köppen Claudia Krüger | Rgm. SC DHfK Leipzig / SC Berlin / RG Wetzlar 1880 Kristina Mundt Jana Thieme Birgit Peter Kerstin Müller | Rgm. Potsdamer RG / SC Berlin / SC Berlin-Grünau / ETuF Essen / RG Hansa Hamburg Daniela Molle Nathalie Fischer Britta Wolters Jaqueline Müller                                                                                  |
| Vierer ohne Steuerfrau                | Rgm. SC Berlin / RC Hansa von 1898 / RK am Baldeneysee Essen Cerstin Petersmann Gabriele Mehl Kathrin Haacker Judith Zeidler | Rgm. RV Saar Undine Saarbrücken / Potsdamer RG Micaela Schmidt Kathrin Henker Doreen Martin Kerstin Junge | Rgm. SC Berlin / Potsdamer RG / RC Hansa von 1898 Anja Pyritz Dana Pyritz Almuth Schultze Anke Rehbein |
| Achter                                | Rgm. RC Hansa von 1898 / SC Berlin / RK am Baldeneysee Essen / Osnabrücker RV Birte Siech Gabriele Mehl Cerstin Petersmann Annette Drews Ingeburg Althoff Stefani Werremeier Kathrin Haacker Judith Zeidler Simone Drenkelfort (Stf.) | Rgm. RV Saar Undine Saarbrücken / SC Berlin / Potsdamer RG / Ludwigshafener RV von 1878 / RV Waltrop / Frauen-RV Freiweg Frankfurt Micaela Schmidt Bettina Kämpf Andrea Klapheck Sylvia Dördelmann Janette Barth Ina Justh Christiane Harzendorf Ute Wagner-Stange Yvonne Illing (Stf.) | Rgm. RV Saar Undine Saarbrücken / SC Berlin / RC Hansa von 1898 / Potsdamer RG / Dresdner RC 1902 Almut Schulze Anke Rehbein Gerte John Ulrike Pohl Anja Pyritz Sigrid Stefener Kirsten Meyer Martina Gehn Cornelia Mütze (Stf.) |
| Leichtgewichts-Einer                  | Ruth Kaps (Gießener RC Hassia) | Ingrid Hätscher (ARC Würzburg) | Cornelia Cichy (RG Treis-Karden 1969) |
| Leichtgewichts-Doppelzweier           | Rgm. RV an den Teichwiesen von 1965 Hamburg / RTHC Bayer Leverkusen Christiane Weber Claudia Engels | Rgm. RC Karlstadt 1928 / Karlsruher RK Allemannia Ute Zobeley Karin Zobeley | Rgm. RG Benrath / SC Berlin Mirna Richel Claudia Wulst |
| Leichtgewichts-Vierer ohne Steuerfrau | Rgm. RV an den Teichwiesen von 1965 Hamburg / RTHC Bayer Leverkusen / Hamburger RC von 1925 Ute Joerss Alrun Urbach Christiane Weber Claudia Engels                                                                                   | Rgm. Hamburger RC von 1925 / Dormagener RG Bayer / RG München 1972 / RG Wiesbaden-Biebrich 1888 Martina-Luzia Schwall Dagmar Franke Susanne Borg Gisa Seeger | Rgm. Lübecker Frauen-RG / Siegburger Ruderverein / RK am Wannsee Berlin / Hannoverscher RC von 1880 Daniela Baur Helga Stöcker Susanne Koßler Brigitte Hellmers                                                                  |